# Koło Polskie w Radzie Państwa (Austria)

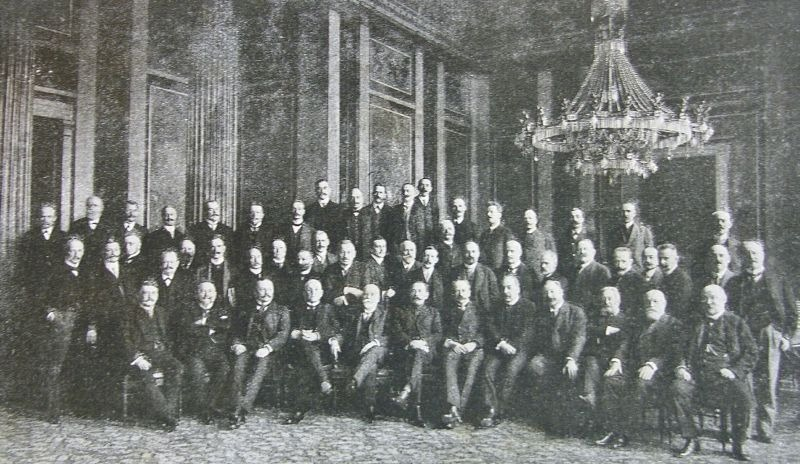
Koło Polskie w Wiedniu (1913)

Koło Polskie w austriackiej Radzie Państwa (niem. Reichsrat); także jako Koło Polskie w Wiedniu – w okresie zaboru austriackiego w latach 1848–1849 i 1861–1918 klub parlamentarny zrzeszający Polaków, zasiadających w Izbie Poselskiej (Abgeordnetenhaus) oraz współpracujących z nim członków Izby Panów (Herrenhaus) austriackiej Rady Państwa.

## W okresie Wiosny Ludów (22 lipca 1848 – 4 marca 1849)

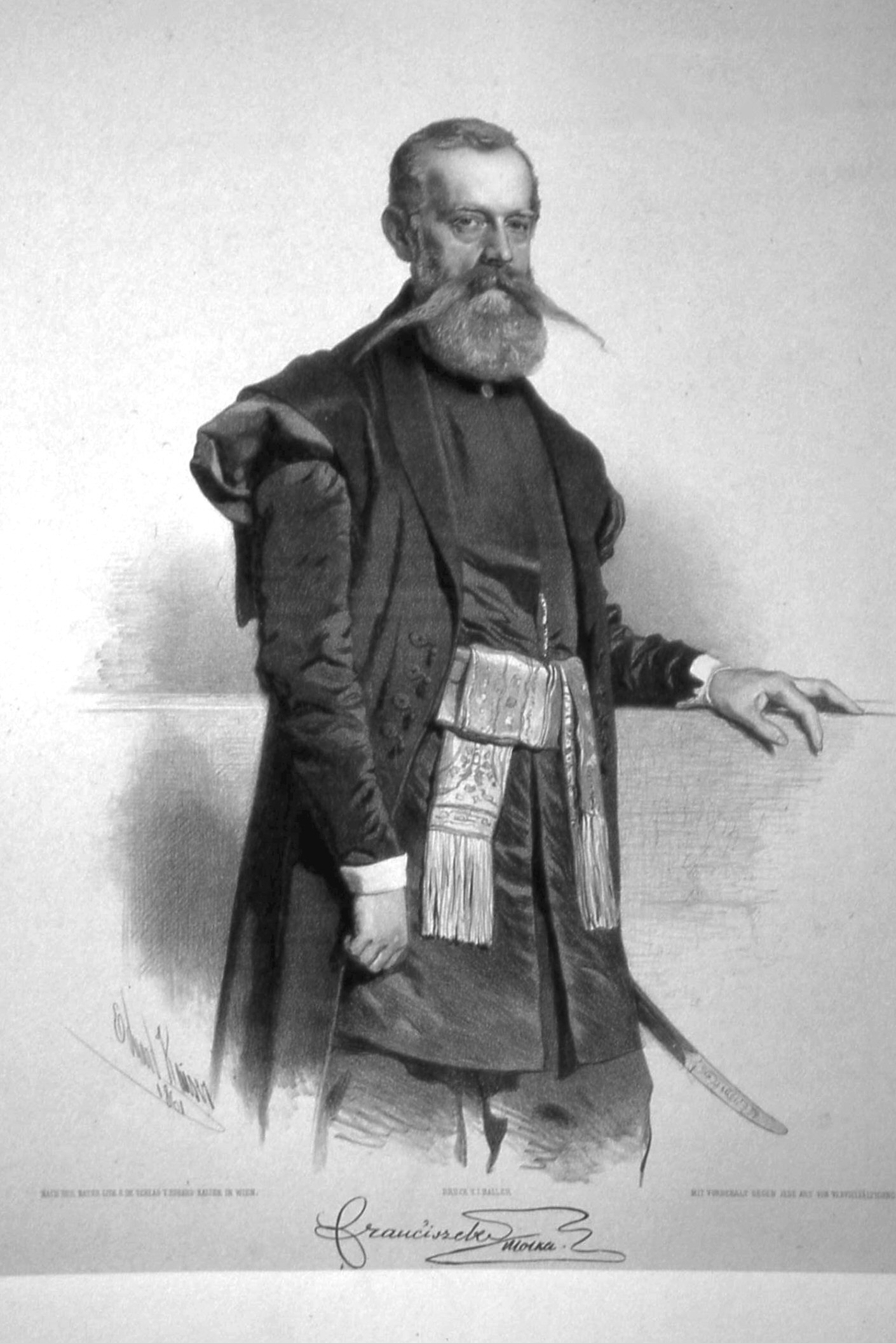
Franciszek Smolka – przywódca demokratów polskich w parlamencie w Kromieryżu (fot. z 1861)

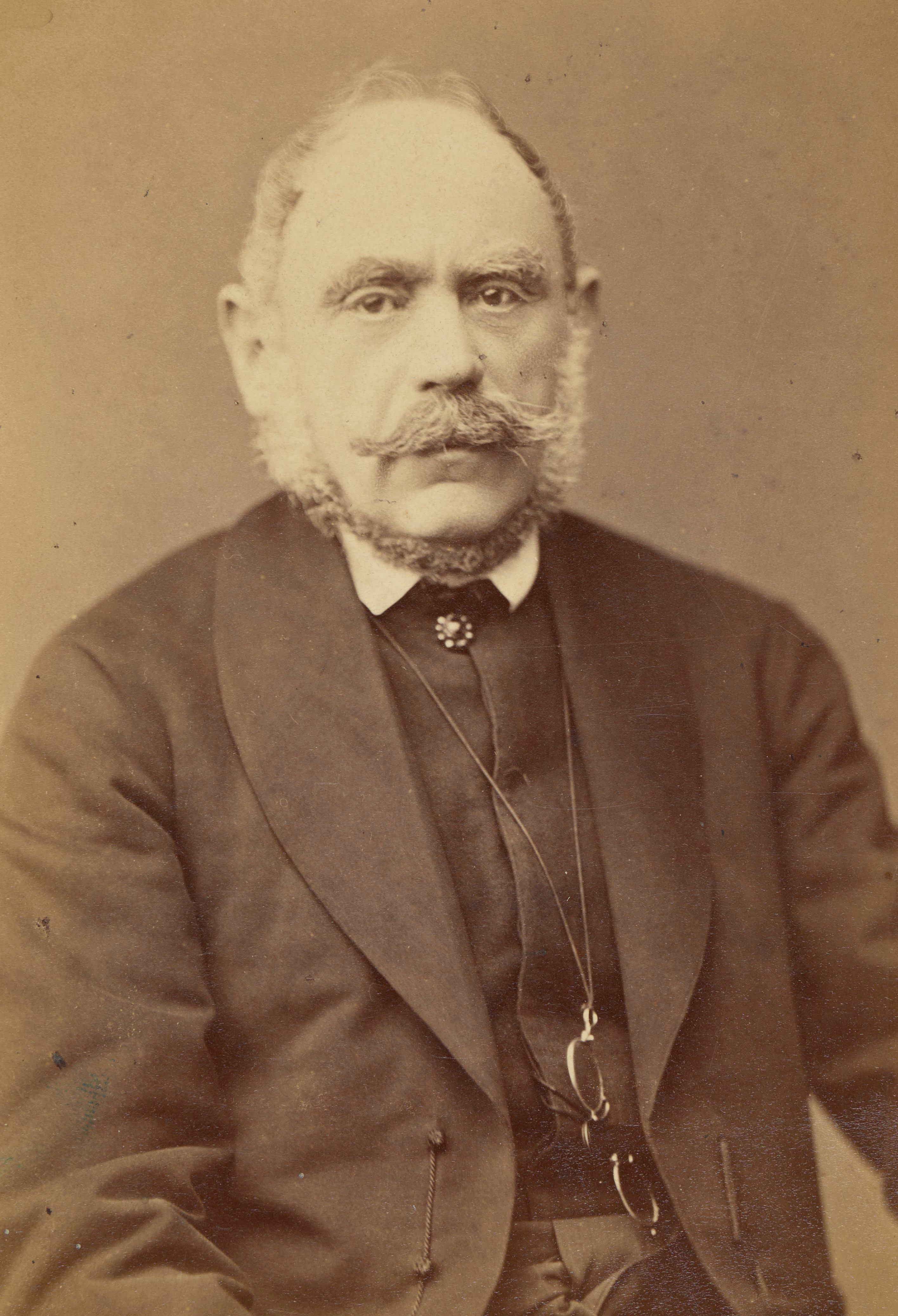
Kazimierz Grocholski – przywódca podolaków i drugi prezes Koła Polskiego w austriackiej Radzie Państwa (1880)

Początki wspólnego działania polskich posłów w parlamencie państwa austriackiego datują się na okres Wiosny Ludów. W ogłoszonej 25 kwietnia 1848 tzw. konstytucji kwietniowej przewidziano powołanie dwuizbowego sejmu (Reichstagu) dla krajów austriackich, czeskich oraz Galicji i Bukowiny. W maju 1848 pod wpływem kolejnej rewolucji w Wiedniu cesarz Ferdynand I zapowiedział zwołanie jednoizbowego parlamentu, którego zadaniem miało się stać uchwalenie nowej Konstytucji. W przeprowadzonych na przełomie czerwca i lipcach wyborach 1848 wybrano do tego zgromadzenia 99 posłów z Galicji (71 Polaków, 25 Rusinów, 2 Żydów i 1 Niemca).

Posłowie polscy w większości zasiadali po lewicy. Głównymi ich przywódcami byli demokraci: Florian Ziemiałkowski, Aleksander Dunin Borkowski, Karol Hubicki, Władysław Sierakowski oraz Franciszek Smolka. Zdecydowana mniejszość związała się z konserwatystami. Ich liderami byli Jerzy Henryk Lubomirski, Adam Potocki, a także Antoni Zygmunt Hencel. Polscy posłowie chłopscy należeli przeważnie do prorządowego centrum. 42 polskich deputowanych podpisało akt powołujący do życia „stowarzyszenie” – wspólną reprezentację parlamentarną. Jego prezesem wybrano Seweryna Smarzewskiego, zaś wiceprezesem Jana Tarnowskiego. Jego głównym celem było silniejsze popieranie sprawy krajowej. Stowarzyszenie zawiązane przez posłów z Galicji w 1848 było pierwszą organizacją, którą można określać jako Koło Polskie. Miało mieć charakter ogólnogalicyjski, jednak jego założyciele nie przyciągnęli nawet wszystkich posłów polskich, przede wszystkim konserwatystów, część z nich brało udział w obradach stowarzyszenia jako niezrzeszeni. Skończyło swoją działalność po rozwiązaniu parlamentu 7 marca 1849. 

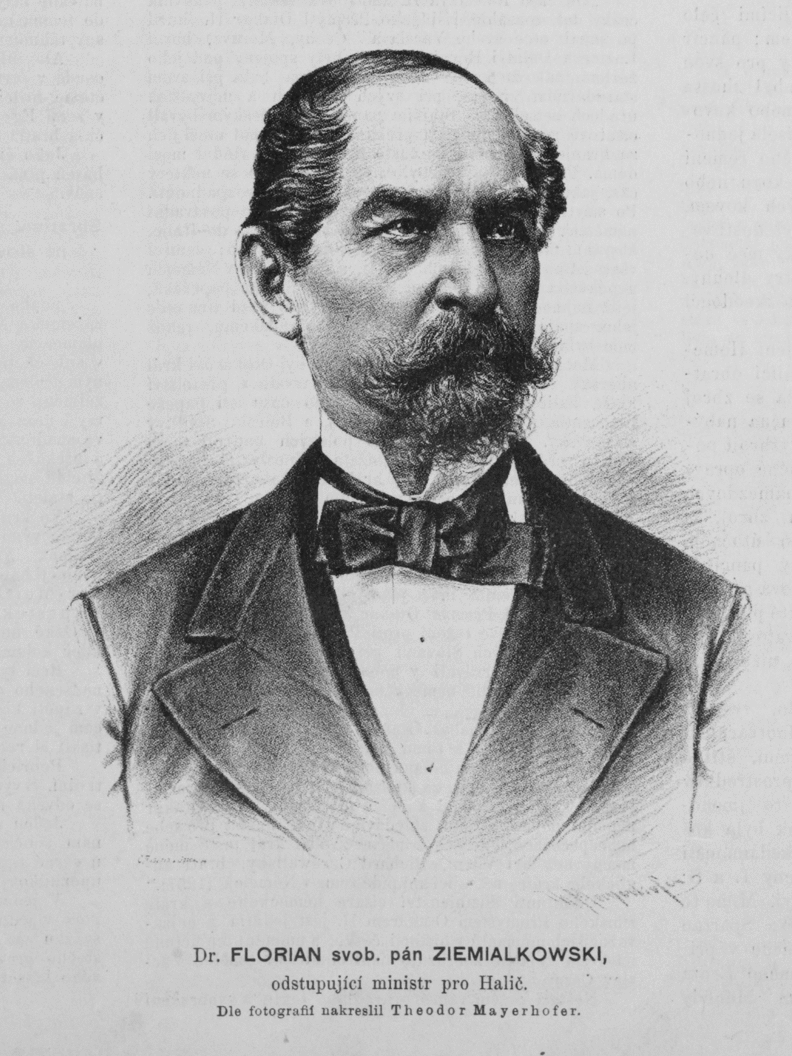
Florian Ziemiałkowski – pierwszy prezes Koła Polskiego (fot. z 1880)

### Członkowie „Stowarzyszenia” w parlamencie austriackim
Nikodem Bętkowski (Wieliczka), Adam Bielecki (Rymanów), Seweryn Bieliński (Gliniany), Michał Buszek (Stary Sącz), Ludwik Dolański (Bóbrka), Edward Duniewicz (Narajów), Aleksander Dunin-Borkowski (Lwów), Jan Durbasiewicz (Gorlice), Marian Dylewski (Lwów), Aleksander Stanisław Dzieduszycki (Stryj), Jan Fedorowicz (Tarnopol), Antoni Zygmunt Hencel (Kraków), Karol Hubicki (Olejów), Wojciech Hyciek (Żywiec), Henryk Janko (Komarno), Mikołaj Kański (Gdów), Czesław Kobuzowski (Żmigród), Józef Konopka (Skawina), Stanisław Koszowski (Sambor), Edmund Kraiński (Dobromil), Jan Krauze (Jarosław), Karol Langie (Kraków), Julian Leszczyński (Krosno), Bogusław Longchamps (Lesko), Maksymilian Machalski (Brzesko), Jan Makuch (Jordanów), Jan Marin (Dynów), Jan Micewski (Drohobycz), Meliton Pieńczykowski (Krzywcze), Walerian Podlewski (Kossów), Michał Popiel (Stara Sól), Alfred Józef Potocki (Łańcut), Władysław Sierakowski (Sokołówka), Ignacy Skrzyński (Strzyżów), Seweryn Smarzewski (Rohatyn), Franciszek Smolka (Lubaczów), Feliks Stobnicki (Tymbark), Bonawentura Szeleszczyński (Leżajsk), Jan Tarnowski (Rozwadów), Franciszek Trzecieski (Jasło), Kyryło Winkowski (Jaworów -Ukrainiec), Franciszek Wierzchleyski (Przemyśl), Józef Zajączkowski (Brzeżany), Florian Ziemiałkowski (Lwów).

## Koło Polskie w latach 1861–1873 (kadencje I–IV)

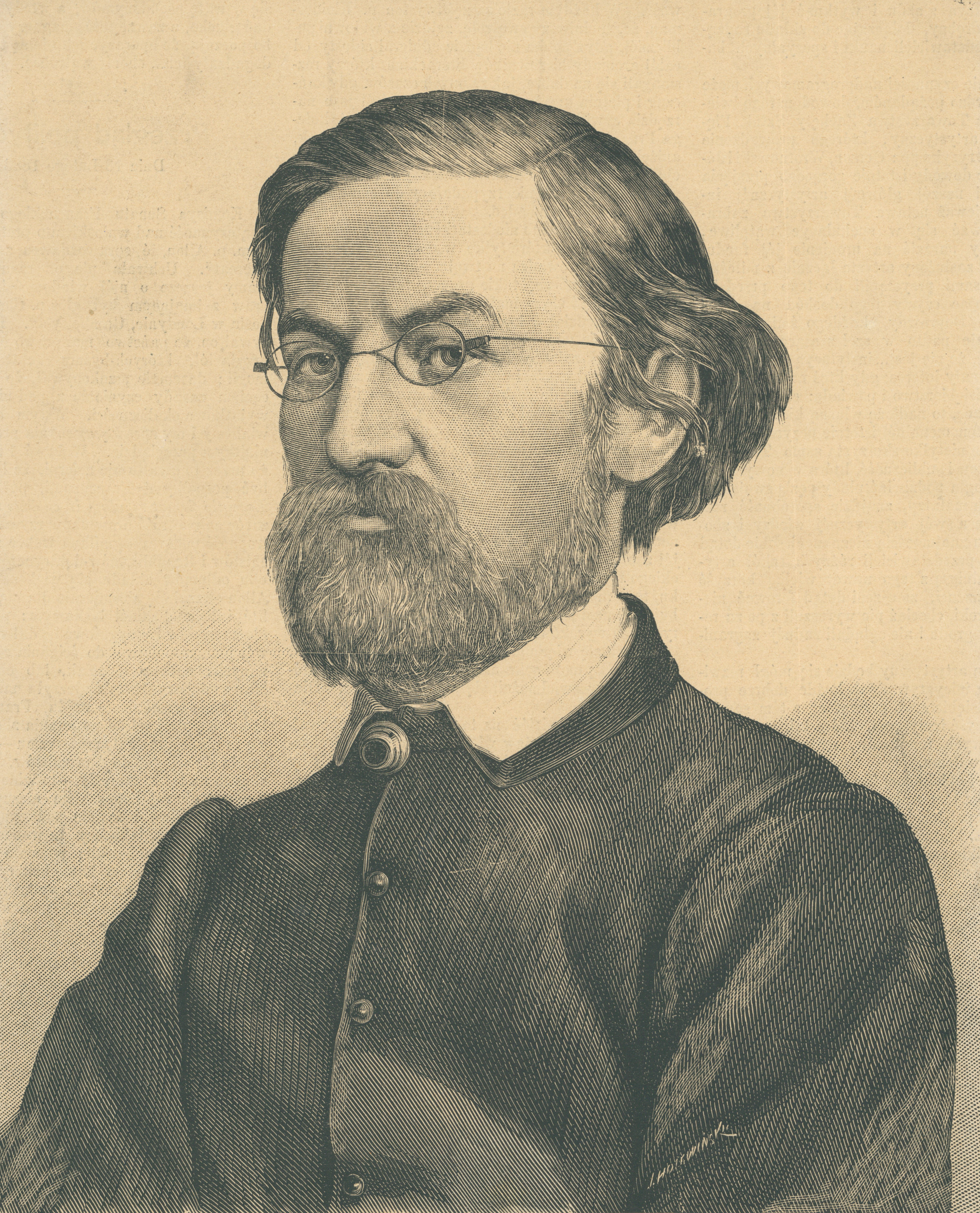
Józef Szujski – jeden z liderów konserwatystów krakowskich (stańczyków) w Kole Polskim

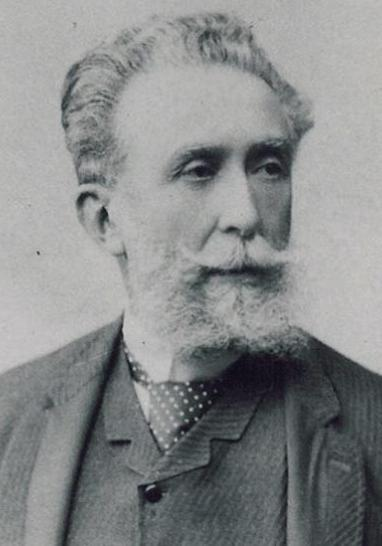
Stanisław Tarnowski – członek Izby Panów, przywódca konserwatystów krakowskich, rektor Uniwersytetu Jagiellońskiego

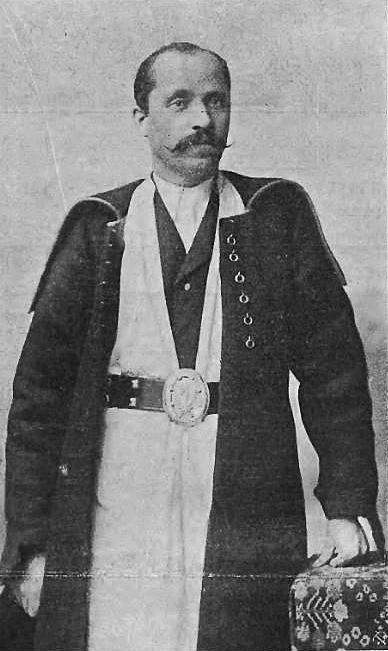
Jakub Bojko – jeden z pierwszych posłów ludowych w Kole Polskim (fot.z 1905)

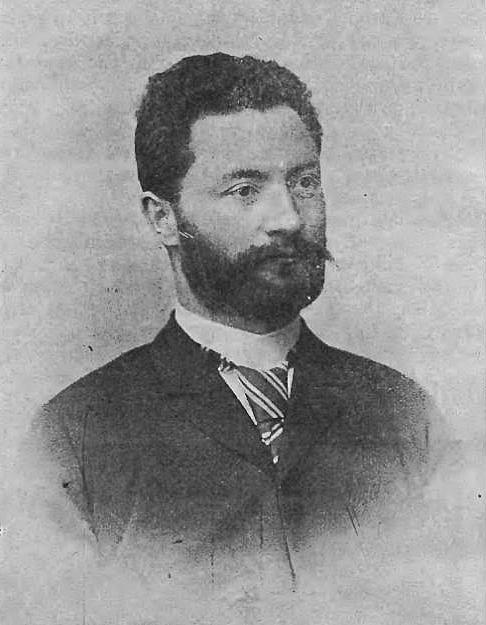
Stanisław Głąbiński – lider narodowych demokratów w Kole Polskim (fot. z 1905)

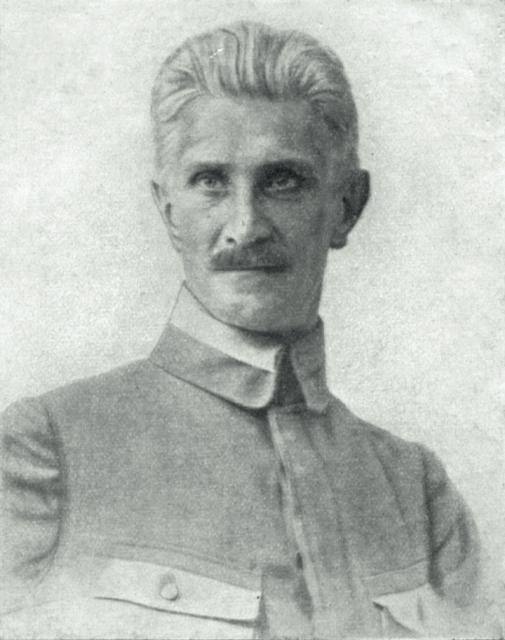
Ignacy Daszyński lider polskich socjalistów w Radzie Państwa

Parlament, który w końcu kwietnia 1861 rozpoczął swe obrady, różnił się od swego poprzednika z okresu Wiosny Ludów zarówno organizacją, jak sposobem wyłaniania posłów. Był dwuizbowy, zaś jego członkowie byli wyłaniani przez poszczególne sejmy krajowe. Tak jak w poprzednim okresie posłowie z Galicji wyłaniani przez Sejm Krajowy w liczbie 38 byli podzieleni narodowo i politycznie. W maju 1861 większość deputowanych utworzyła zrzeszające 25 osób Koło Polskie. Jego organizacja i funkcjonowanie odbiegało od stowarzyszenia funkcjonującego w latach 1848–1849. Sięgnięto do wzorców rozwiązań stosowanych przez posłów polskich w Sejmie pruskim, narzucając posłom szczegółowy regulamin i zasady postępowania. Regulamin Koła stanowił przede wszystkim, że zasadą Koła Posłów jest solidarność jego członków wszędzie, gdzie w charakterze posłów występują, czy to w sejmie czy to poza sejmem. Narzucono w nim także wymóg całkowitej dyscypliny podczas głosowań, a także zgłaszania wniosków, zapisując w punkcie 9 regulaminu, iż wszystkie wnioski lub interpelacje przez członków Koła do Rady Państwa podawane lub przez nich podpisywane, sposób głosowania na posiedzeniach Rady Państwa, i w ogóle zachowanie się członków Koła przy traktowaniu w Radzie Państwa każdego wniosku uchwalają się postanowieniem Koła Posłów. W tym czasie większość członków Koła stanowili konserwatyści, czego wyrazem było przejęcie przez nich kierownictwa klubu – które sprawował podolak Kazimierz Grocholski. Do jedności przyczyniał się także program Koła, w którym zabrakło postulatów społecznych oraz kwestii obywatelskich. W okresie I kadencji parlamentu działalność posłów polskich w Radzie Państwa pozostawała pod wpływem dziejącego się w zaborze rosyjskim powstania styczniowego. Łudzono się, że Austria wesprze powstanie, a później krytykowano represyjną politykę rządu wobec jego uczestników. Z kołem współpracowali, ale do niego nie należeli, polscy członkowie Izby Panów. Wspomniany regulamin stanowił, iż członkowie Rady Panów mają prawo być na posiedzeniach Koła Posłów przytomnymi i brania udziału w rozprawach. Przy stanowieniu uchwał jednak nie głosują.

W drugiej połowie lat 60. XIX wieku, m.in. w kontekście sytuacji panującej w zaborze rosyjskim, wśród elit politycznych kraju narastały tendencje prohabsburskie. Najbardziej znamiennym przykładem tego procesu jest adres Sejmu Krajowego z 12 grudnia 1866, w którym znalazły się znamienne słowa: Świadomość własnego dobra i sumienie innych narodów, chrześcijańsko-cywilizacyjną myślą przejętych, nie dozwoli, aby Austria w pełnieniu tego posłannictwa stała odosobnioną. Takie posłannictw było udziałem naszym przez długie wieki. Bez obawy więc odstępstwa od myśli naszej narodowej, z wiarą w posłannictwo Austrii i z ufnością w stanowczość zmian, które Twoje Monarsze słowo jako niezmienny zamiar wyrzekło, z głębi serc naszych oświadczamy, że przy Tobie, Najjaśniejszy Panie! stoimy i stać chcemy. Z całego też serca, w uczuciu niezachwianej wierności, wołamy: Oby Bóg, Ciebie, Najmiłościwszy Cesarzu i Królu nasz! ochraniał i błogosławił! Wzrost sympatii do Habsburgów był procesem złożonym i wieloetapowym. Niemniej rok 1867 stał się początkiem autonomii galicyjskiej, której elementem jednym z istotniejszych stanowiła aktywność reprezentacji politycznej Galicji w parlamencie Przedlitawii. Na skład reprezentacji galicyjskiej w Radzie Państwa wybranej w 1867 wpłynęły doświadczenia z okresu I kadencji. Dzięki ścisłej współpracy różnych polskich środowisk politycznych, a także wsparcia nowego namiestnika Galicji Agenora Gołuchowskiego, udało się znacznie ograniczyć zarówno liczbę Rusinów, jak i posłów chłopskich w poprzedniej kadencji wspierających rząd. Koło Polskie w nowej Radzie Państwa ukonstytuowało się 19 maja 1867 roku, na podstawie regulaminu z 1861 roku. Wybrano wówczas władze Koła składające się z prezesa – Floriana Ziemiałkowskiego, wiceprezesa – Jana Czajkowskiego i sekretarzy: Zygmunta Sawczyńskiego i Wacława Wyrobka. W następnym okresie wieloletnim prezesem Koła pozostawał Kazimierz Grocholski.

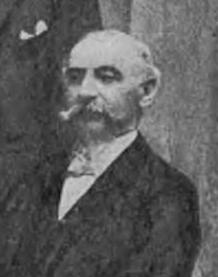
Arnold Rappaport – finansista galicyjski i wieloletni poseł do austriackiej Rady Państwa

## Koło Polskie w latach 1873–1907 (kadencje V–X)
W 1873 roku wprowadzono wybory bezpośrednie do Izby Poselskiej Rady Państwa. Według nowej ordynacji wyborczej Galicja, która zajmowała 1/4 terytorium Przedlitawii, otrzymała 63 miejsca w 353-osobowym parlamencie (dotychczas 38). System wyborczy nadal, podobnie jak w przypadku wyborów sejmowych – opierał się na podziale wyborców na cztery kurie. W 1897 dodano jeszcze jedną kurię – powszechną – co zwiększyło liczbę posłów z Galicji do 78. Działające w parlamencie austriackim Koło Polskie zrzeszało przede wszystkim polityków obu odłamów konserwatystów galicyjskich (podolaków i stańczyków) oraz demokratów galicyjskich (tzw. bez przymiotnikowych). Reprezentacja innych grup politycznych wchodzących do Koła przede wszystkim posłów chłopskich miała znikome znaczenie. W tym okresie w skład Koła wchodzili także polscy członkowie Izby Panów. W latach 1873–1907 Koło było kierowane najczęściej przez konserwatystów. Liczyło ok. 50–70 posłów. Członków Koła Polskiego obowiązywała zgodnie z regulaminem z 1861 roku zasada solidarności i jednolitości głosowania. Od 1879 wchodziło w skład większości rządowej i miało przedstawicieli w gabinecie austriackim, przede wszystkim ministra bez teki zwyczajowo zwanym ministrem ds. Galicji.
Po wprowadzeniu w 1896 kurii V – głosowania powszechnego wybory w 1897 wprowadziły do Izby posłów 3 posłów socjalistycznych – dwóch z PPSD (Ignacego Daszyńskiego i Jana Kozakiewicza) i jednego socjaldemokratę ukraińskiego – weszli oni do wspólnego klubu grupującego socjalistów ze wszystkich krajów monarchii. Nie weszli także do Koła posłowie ludowi – sześciu reprezentantów Stronnictwa Chrześcijańsko-Ludowego na czele ze Stanisławem Stojałowskim i trzech z Polskiego Stronnictwa Ludowego. W następnych wyborach w 1900 reprezentacja socjalistów spadła do jednego posła (Ignacy Daszyński) zaś posłowie ludowi zgrupowani wokół Stojałowskiego przystąpili do współpracy z konserwatystami.

## Koło Polskie w latach 1907–1918

### Koło Polskie w kadencji XI (17 lutego 1907 – 30 marca 1911)
Proces demokratyzacji stosunków politycznych w monarchii habsburskiej doprowadził w 1907 do nadania nowej ordynacji wyborczej do parlamentu austriackiego, która przewidywała głosowanie powszechne. Spowodowało to że w austriackiej Radzie Państwa pojawili się licznie przedstawiciele nowych kierunków politycznych odwołujących się do poparcia szerokich grup społeczeństwa. W wyniku wyborów w 1907 roku do Izby Poselskiej weszli posłowie ludowi (17) i narodowo-demokratyczni (14) i socjalistyczni (8). Zarówno endecy, jak i ludowcy w 1908 wstąpili do Koła Polskiego, co spowodowało osłabienie w nim pozycji partii konserwatywnych. Do Koła Polskiego nie wstąpili polscy socjaliści, którzy utworzyli odrębny Klub Polskich Socjalistów składający się z posłów z Galicji i Śląska Cieszyńskiego w skład którego weszli: Herman Diamand (3 Lwów), Herman Lieberman (13 Przemyśl), Jędrzej Moraczewski (28 Stryj-Kałusz), Józef Hudec (7 Lwów), Ryszard Paweł Kunicki (13 Cieszyn-Jabłonków), Tadeusz Reger – od 16 grudnia 1907 Ignacy Daszyński (15 Frysztat-Bogumin) oraz niezależny socjalista Ernest Breiter (2 Lwów),
| konserwatyści |
| --- |
| 1. Dawid Abrahamowicz od 1909 Franciszek Biesiadecki (34 Rozdół-Żydaczów), 2. Leon Biliński (21 Rzeszów-Sędziszów), 3. Michał Bobrzyński od 1908 Antoni Górski (23 Mielec-Tarnobrzeg), 4. Franciszek Bujak (40 Kraków-Dobczyce), 5. Władysław Wiktor Czaykowski (61 Przemyśl-Dobromil), 6. Wojciech Dzieduszycki od 1909 Aleksander Skarbek (26 Sambor-Gródek Jagielloński), 7. Witold Korytowski (19 Bochnia-Podgórze), 8. Włodzimierz Kozłowski (67 Jarosław-Pruchnik), 9. Andrzej Lubomirski (47 Łańcut-Przeworsk), 10. Kazimierz Obertyński od 1907 Władysław Dębski (63 Złoczów-Olesko), 11. Stefan Moysa-Rosochacki (32 Buczacz-Zaleszczyki), 12. Stanisław Starzyński (30 Żółkiew-Wielkie Oczy), 13. Eustachy Zagórski od 1909 Stanisław Bieniowski (70 Skałat-Husiatyn). |
| demokraci |
| 1. Władysław Dulęba (29 Brzeżany-Hucisko), 2. Rudolf Gall (15 Tarnopol), 3. Wincenty Tadeusz Jabłoński (25 Sanok-Krosno), 4. Henryk Kolischer (17 Kołomyja), 5. Natan Loewenstein (27 Drohobycz-Skole), 6. Godzimir Małachowski od 1908 Gustaw Roszkowski (1 Lwów), 7. Ludomił German (20 Nowy Sącz-Nowy Targ), 8. Edmund Zieleniewski (10 Kraków), 9. Adolf Gross (12 Kraków), 10. Stanisław Łazarski (18 Biała-Wadowice), 11. Ignacy Petelenz (11 Kraków), 12. Tadeusz Sikorski (9 Kraków), 13. Paweł Stwiertnia (14 Stanisławów) |
| narodowi demokraci |
| 1. Roger Battaglia (16 Tarnów), 2. Stanisław Biały (52 Brzozów-Tyczyn), 3. Józef Buzek (6 Lwów), 4. Adolf Dietzius (22 Jarosław-Przeworsk), 5. Bartłomiej Fidler (51 Sanok-Ustrzyki Dolne), 6. Antoni Maślanka (64 Lwów-Szczerzec), 7. Stanisław Głąbiński (4 Lwów), 8. Józef Gold (33 Złoczów-Gontowa), 9. Józef Ptaś (39 Limanowa-Nowy Targ), 10. Franciszek Tomaszewski (5 Lwów), 11. Wojciech Wiącek (45 Nisko-Rozwadów), 12. Jan Zamorski (68 Kozowa-Zbaraż), 13. Jan Zarański (54 Baligród-Drohobycz), 14. Józef Londzin (14 Bielsko-Skoczów) |
| ludowcy – Polskie Centrum Ludowe |
| 1. Ludwik Dobija (36 Biała-Andrychów), 2. Maciej Fijak (38 Maków-Żywiec), 3.Stanisław Hanusiak (36 Biała-Andrychów), 4. Adam Kopyciński (44 Mielec-Żabno), 5. Marek Łuszczkiewicz (37 Wadowice-Skawina), 6. Zygmunt Męski (49 Gorlice-Jasło), 7.Antoni Pawluszkiewicz od 1908 Edward Krupka (38 Maków-Żywiec), 8. Leon Pastor (24 Jasło-Biecz), 9. Stanisław Potoczek (48 Nowy Sącz-Muszyna), 10. Kazimierz Rzeszódko (39 Limanowa-Nowy Targ), 11. Stanisław Stojałowski (41 Bochnia-Wiśnicz), 12. Stanisław Stohandel (35 Jaworzno-Krzeszowice), 13. Andrzej Szponder (35 Jaworzno-Krzeszowice), 14. Tomasz Szajer (46 Kolbuszowa-Głogów), 15. Michał Żyguliński (42 Radłów-Tuchów)                                                                                             |
| ludowcy – Polskie Stronnictwo Ludowe |
| 1. Jakub Bojko (44 Mielec-Żabno), 2. Antoni Bomba (52 Brzozów-Tyczyn), 3. Tomasz Ciągło (48 Nowy Sącz-Muszyna), 4. Jan Harnek (50 Krosno-Żmigród), 5. Józef Jachowicz (47 Łańcut-Przeworsk), 6. Franciszek Krempa (45 Nisko-Rozwadów), 7. Jakub Madej (49 Gorlice-Jasło), 8. Franciszek Mleczko (53 Sądowa Wisznia-Sambor), 9. Michał Olszewski (42 Radłów-Tuchów), 10. Antoni Paduch (46 Kolbuszowa-Głogów), 11. Adam Ruebenbauer (41 Bochnia-Wiśnicz), 12. Jan Siwula (43 Pilzno-Ropczyce), 13. Andrzej Średniawski (37 Wadowice-Skawina), 14. Walenty Staniszewski (8 Kraków), 15. Jan Stapiński (50 Krosno-Żmigród), 16. Franciszek Wójcik (40 Kraków-Dobczyce), 17. Józef Staniszewski (43 Pilzno-Ropczyce).                                                                |

### Koło Polskie w kadencji XII (17 lipca 1911 – 28 października 1918)
W tym okresie w Kole Polskim brak było stałej większości. Po wybuchu I wojny światowej jego politykę kształtowali głównie konserwatyści krakowscy. W sierpniu 1914 wiedeńskie Koło wystąpiło oficjalnie jako organizator Naczelnego Komitetu Narodowego. W 1916 roku do Koła weszli także politycy Polskiej Partii Socjalno-Demokratycznej Galicji i Śląska. Po wydaniu aktu 5 listopada i zapowiedzi wyodrębnienia Galicji przez Franciszka Józefa I – Koło powołało specjalną Komisję składającą się z 4 komitetów: konstytucyjnego, finansowego, gospodarczego i odszkodowań wojennych. Po objęciu tronu przez Karola I rząd austriacki wycofał się z tych planów. Od maja 1917 Koło Polskie przechodziło stopniowo do opozycji wobec rządu. W związku jednak z hamowaniem tego procesu przez konserwatystów krakowskich w marcu 1918 wystąpiły zeń Stronnictwo Demokratyczno-Narodowe i PPSD, a w maju 1918 ludowcy. Jedynymi, którzy nadal w nim pozostawali, byli konserwatyści i demokraci, ale ich rola polityczna wśród społeczeństwa polskiego zdecydowanie w tym okresie zmalała. W czerwcu 1918 prezesem Koła Polskiego został wybrany Tadeusz Tertil. Wiedeńskie Koło Polskie przestało istnieć w październiku 1918 roku. Z grona polskich posłów do parlamentu austriackiego (poza konserwatystami) powstała Polska Komisja Likwidacyjna – która przejęła władzę w Galicji 31 października.
| konserwatyści |
| --- |
| 1. Dawid Abrahamowicz (64 Lwów-Szczerzec), 2. Jerzy Baworowski (69 Trembowla-Czortków), 3. Władysław Wiktor Czaykowski (61 Przemyśl-Dobromil), 4. Bronisław Dembiński (29 Brzeżany-Hucisko), 5. Alfred Halban (34 Rozdół-Żydaczów), 6. Cezary Haller (38 Maków-Żywiec), 7. Jan Goetz-Okocimski (41 Bochnia-Wiśnicz), 8. Władysław Leopold Jaworski (24 Jasło-Biecz), 9. Włodzimierz Kozłowski od 1917 Edmund Galik (67 Jarosław-Pruchnik), 10. Andrzej Lubomirski (47 Łańcut-Przeworsk), 11. Antoni August Matakiewicz (42 Radłów-Tuchów), 12. Bronisław Osuchowski (54 Baligród-Drohobycz), 13. Ignacy Rosner (23 Mielec-Tarnobrzeg), 14. Władysław Serwatowski (60 Buczacz-Wiśniowczyk), 15. Stanisław Jan Starowieyski (51 Sanok-Ustrzyki Dolne),16. Ignacy Steinhaus (30 Żółkiew-Wielkie Oczy), 17. Bernard Stern (32 Buczacz-Zaleszczyki), 18. Kazimierz Wysocki (62 Rawa Ruska-Żółkiew). |
| demokraci |
| 1. Ludomił German (20 Nowy Sącz-Nowy Targ), 2. Jan Kleski (17 Kołomyja), 3. Henryk Kolischer (31 Brody-Hucisko), 4. Roman Krogulski (21 Rzeszów-Sędziszów), 5. Juliusz Leo (8 Kraków), 6. Natan Loewenstein (27 Drohobycz-Skole), 7. Stanisław Łazarski (18 Biała-Wadowice), 8. Edmund Rauch (14 Stanisławów), 9. Ignacy Rychlik (22 Jarosław-Przeworsk), 10. Władysław Stesłowicz (26 Sambor-Gródek Jagielloński), 11. Tadeusz Tertil (16 Tarnów), 12. Jan Zarański (35 Jaworzno-Krzeszowice), 13. Edmund Zieleniewski (10 Kraków), |
| postępowcy |
| 1. Adolf Gross (12 Kraków), 2. Aleksander Lisiewicz (5 Lwów), 1. Hipolit Śliwiński (1 Lwów), |
| narodowi demokraci |
| 1. Józef Buzek (6 Lwów), 2. Władysław Dębski (63 Złoczów-Olesko), 3. Rudolf Gall (15 Tarnopol), 4. Stanisław Głąbiński (4 Lwów), 5. Jan Godek (70 Skałat-Husiatyn), 6. Wincenty Tadeusz Jabłoński (25 Sanok-Krosno), 7. Antoni Lewicki (46 Kolbuszowa-Głogów), 8. Józef Londzin (14 Bielsko-Skoczów), 9.Jan Michejda (13 Cieszyn-Jabłonków), 10.Józef Ptaś (39 Limanowa-Nowy Targ), 11. Aleksander Skarbek (53 Sądowa Wisznia-Sambor), 12. Jan Zamorski (68 Kozowa-Zbaraż), |
| ludowcy |
| 1. Klaudiusz Angerman (46 Kolbuszowa-Głogów), 2. Antoni Banaś (37 Wadowice-Skawina), 3. Stanisław Biały (52 Brzozów-Tyczyn), 4. Jan Bis, od 1917 Błażej Fila (45 Nisko-Rozwadów), 5. Jakub Bojko (44 Mielec-Żabno), 6. Antoni Bomba (52 Brzozów-Tyczyn), 7. Władysław Długosz (49 Gorlice-Jasło), 8. Ludwik Dobija (36 Biała-Andrychów), 9. Józef Jachowicz (47 Łańcut-Przeworsk), 10. Michał Jedynak (43 Pilzno-Ropczyce), 11. Andrzej Kędzior (44 Mielec-Żabno), 12. Jan Kubik (36 Biała-Andrychów), 13. Zygmunt Lasocki (45 Nisko-Rozwadów), 14. Franciszek Łyszczarz (50 Krosno-Żmigród), 15. Jakub Madej (49 Gorlice-Jasło), 16. Wincenty Myjak (48 Nowy Sącz-Muszyna), 17. Stanisław Potoczek (48 Nowy Sącz-Muszyna), 18. Adam Ruebenbauer (41 Bochnia-Wiśnicz), 19. Józef Rusin (38 Maków-Żywiec), 20. Jan Siwula (43 Pilzno-Ropczyce), 21. Jan Stapiński (50 Krosno-Żmigród), 22. Stanisław Śmiłowski (39 Limanowa-Nowy Targ), 23. Andrzej Średniawski (37 Wadowice-Skawina), 24. Włodzimierz Tetmajer (40 Kraków-Dobczyce), 25. Wincenty Witos (42 Radłów-Tuchów), 26. Ignacy Wróbel (35 Jaworzno-Krzeszowice), |
| socjaliści |
| 1. Emil Bobrowski (19 Bochnia-Podgórze), 2. Ernest Breiter (33 Złoczów-Gontowa), 3. Ignacy Daszyński (11 Kraków), 4. Herman Diamand (3 Lwów), 5. Józef Hudec (7 Lwów), 6. Zygmunt Klemensiewicz (40 Kraków-Dobczyce), 7. Herman Lieberman (13 Przemyśl), 8. Zygmunt Marek (9 Kraków), 9. Jędrzej Moraczewski (28 Stryj-Kałusz), 10. Tadeusz Reger (15 Frysztat-Bogumin), |

## Źródła do dziejów Koła Polskiego
- Protokoły Koła Polskiego w wiedeńskiej Radzie Państwa (lata 1867–1868), oprac. Zbigniew Fras i Stanisław Pijaj, Kraków 2001 ISBN 83-88737-40-6.
- Stronnictwa w Radzie Państwa i polityka Koła Polskiego, Lwów 1882